# 菱羽耳蕨
菱羽耳蕨（学名：Polystichum cyclolobum），为鳞毛蕨科耳蕨属下的一个植物种。